# Noah Sebastian
Noah Sebastian (* 31. října 1995 Richmond) je americký zpěvák, skladatel, producent a frontman americké metalcorové skupiny Bad Omens. 

## Kariéra
Ve dvanácti letech se připojil ke cover bandu skupiny Enter Shikari. Ve svých šestnácti letech se začal učit produkovat a skládat hudbu. V roce 2013 opustil kapelu a založil vlastní skupinu Man Vs. Self, později přejmenovanou na Bad Omens. Jejich písně zaujaly vydavatelství Sumerian Records, které skupině nabídlo smlouvu. V roce 2016 se skupina vydala na své první turné.
V červnu 2023 se spolu s Joelem Maddenem zúčastnil podcastu Artist Friendly.
V říjnu skupina Bad Omens zrušila své koncerty kvůli zdravotním problémům Noaha Sebastiana. Skupina v roce 2024 vyjela na turné společně s britskou hudební skupinou Bring Me the Horizon.

## Hudební vlivy
Jako své hudební vzory označuje skupiny The Plot in You, Beartooth a Bring Me the Horizon.

## Osobní život
S rodinou vyrůstal v Richmondu ve Virginii. V patnácti letech přestal chodit do školy, odešel z domova a přestěhoval se ke kamarádům.
Mezi jeho oblíbené pořady patří Naruto a Elfen Lied.

## Diskografie
- Bad Omens (2016)
- Finding God Before God Finds Me (2019)
- The Death of Peace of Mind (2022)
- Concrete Jungle [The OST] (2024)